# ولادیمیر اوساچفسکی
ولادیمیر اوساچفسکی (روسی: Усачевский, Владимир Алексеевич؛ ۳ نوامبر ۱۹۱۱–۲ ژانویه ۱۹۹۰) یک آهنگساز اهل روسیه بود.
پدر او افسر ارتش امپراتوری روسیه که مسئولیت حفاظت از راه‌آهن سراسری سیبری را به‌عهده داشت. او در سال ۱۹۳۱ میلادی به ایالات متحده آمریکا مهاجرت کرد و در «دانشکدهٔ پامونا» (واقع در کلرمونت، کالیفرنیا) و «مدرسهٔ موسیقی ایستمن» (واقع در روچستر، نیویورک) به تحصیل در رشتهٔ موسیقی پرداخت.
علت شهرت او، آثارش در زمینه موسیقی الکترونیک بود. از فیلم‌هایی که وی در پدید آمدنِ آنها نقش داشته‌است، می‌توان به خروج ممنوع اشاره کرد.
وی یکی از برندگان کمک‌هزینه گوگنهایم بود.